# James T. Callahan
Pour les articles homonymes, voir Callahan.
James Thomas Callahan — né le 4 octobre 1930 à Grand Rapids (Michigan), mort le 3 août 2007 à Fallbrook (Californie) — est un acteur américain, généralement crédité James T. Callahan ou James Callahan.

## Biographie
Au cinéma, il contribue à seulement vingt films américains (ou en coproduction), depuis La Bataille de la mer de Corail de Paul Wendkos (1959, avec Cliff Robertson et Gia Scala) jusqu'à Born de Richard Friedman (2007, avec Joan Severance et Alison Brie).
Entretemps, citons Lady Sings the Blues de Sidney J. Furie (1972, avec Diana Ross et Billy Dee Williams), Inchon de Terence Young (1981, avec Laurence Olivier et Jacqueline Bisset) et Héros malgré lui de Stephen Frears (1992, avec Dustin Hoffman et Geena Davis).
Jouant surtout à la télévision, James T. Callahan apparaît dans cent-treize séries entre 1958 et 2006, dont Les Envahisseurs (deux épisodes, 1967), Les Têtes brûlées (un épisode, 1978), Charles s'en charge (cent-quatre épisodes, 1987-1990) et Urgences (deux épisodes, 1997-2000).
S'ajoutent vingt-trois téléfilms, le premier diffusé en 1963 ; le dernier est Cœurs sauvages de Steve Boyum (avec Richard Thomas et Geoffrey Lewis), diffusé en 2006, l'année précédant sa mort (en 2007, à 76 ans).

## Filmographie partielle

### Cinéma
- 1959 : La Bataille de la mer de Corail (Battle of the Coral Sea) de Paul Wendkos : un prisonnier australien
- 1960 : Contre-espionnage (Man on a String) d'André de Toth : un agent du CBI
- 1962 : L'Ange de la violence (All Fall Down) de John Frankenheimer : un employé de la station-service
- 1962 : Allô, brigade spéciale (Experiment in Terror) de Blake Edwards : un agent du FBI
- 1968 : Un colt nommé Gannon (A Man Called Gannon) de James Goldstone : Bo
- 1970 : Tropique du Cancer (Tropic of Cancer) de Joseph Strick : Fillmore
- 1972 : Lady Sings the Blues de Sidney J. Furie : Reg Hanley
- 1977 : Un couple en fuite (Outlaw Blues) de Richard T. Heffron : Garland Dupree
- 1981 : Inchon de Terence Young : le général Almond
- 1992 : Héros malgré lui (Hero) de Stephen Frears : le chef de la police
- 1993 : Le Retour des morts-vivants 3 (Return of the Living Dead 3) de Brian Yuzna : le colonel Peck
- 2001 : Extreme Honor de Steven Rush : Randolph Brascoe
- 2007 : Born de Richard Friedman : Albert Martino

### Télévision

#### Séries
- 1959-1962 : Perry Mason, première série
  - Saison 3, épisode 6 The Case of Paul Drake's Dilemma (1959) de William D. Russell : le premier policier
  - Saison 5, épisode 16 The Case of the Shapely Shadow (1962) de Christian Nyby : Fred Carlyle
- 1960 : Denis la petite peste (Dennis the Menace)
  - Saison 1, épisode 31 Denis fugue (Dennis Runs Away) de William D. Russell : l'officier Holt
- 1962 : Route 66 (titre original)
  - Saison 2, épisode 17 City of Wheels de David Lowell Rich : Smudge Hicks
- 1962 : Les Incorruptibles (The Untouchables)
  - Saison 4, épisode 4 L'Économiste (The Economist) de Paul Stanley : Miles Henning
- 1962-1964 : Le Jeune Docteur Kildare (Dr. Kildare)
  - Saison 1, épisode 25 Solomon's Choice (1962) de Lamont Johnson et épisode 29 The Chemistry of Anger (1962) de William A. Graham : Dr Yates Atkinson
  - Saison 2, épisode 5 Guest Appearance (1962) de William A. Graham, épisode 11 The Legacy (1962) de Lamont Johnson (1962), épisode 14 Love Is a Sad Song (1963) de Boris Sagal, épisode 18 The Good Luck Charm (1963) de Jack Arnold et épisode 25 The Dark Side of the Mirror (1963) de Lamont Johnson : Dr Yates Atkinson
  - Saison 3, épisode 18 Never Too Old for the Circus (1964) de Paul Wendkos : Dr Yates Atkinson
- 1963 : La Quatrième Dimension (The Twilight Zone)
  - Saison 5, épisode 12 Le Rythme du temps (Ninety Years Without Slumbering) de Roger Kay : Doug Kirk
- 1964 : Mon Martien favori (My Favorite Martian)
  - Saison 1, épisode 29 Unidentified Flying Uncle Martin de Leslie Goodwins : Jack
- 1966 : Au cœur du temps (The Time Tunnel)
  - Saison unique, épisode 2 Le Chemin de la Lune (One Way to the Moon) : l'enseigne de vaisseau Beard
- 1966 : Le Fugitif (The Fugitive)
  - Saison 3, épisode 26 The White Knight de Robert Gist : Russ Haynes
  - Saison 4, épisode 11 Right in the Middle of the Season de Christian Nyby : Joe Donovan
- 1967 : Match contre la vie (Run for Your Life)
  - Saison 2, épisode 17 A Rage for Justice, Part II de Leo Penn : le major Ted Fowler
- 1967 : Les Envahisseurs (The Invaders)
  - Saison 1, épisode 7 Cauchemar (Nightmare) de Paul Wendkos : Ed Gidney
  - Saison 2, épisode 12 Labyrinthe (Labyrinth) : Dr Harry Mills
- 1967-1969 : Sur la piste du crime (The F.B.I.)
  - Saison 2, épisode 16 Passage Into Fear (1967) de Christian Nyby : Richard Lenk
  - Saison 4, épisode 19 The Patriot (1969) de Robert Day : Richard Schaefer
- 1969 : Auto-patrouille (Adam-12)
  - Saison 1, épisode 25 Log 92: Tell Him He Pushed a Little Too Hard : Miles Wellman
- 1971 : Sam Cade (Cade's County)
  - Saison unique, épisode 3 Coffres-forts (Safe Deposit) de Reza Badiyi : Llewellyn Burton
- 1973 : MASH (M*A*S*H)
  - Saison 1, épisode 16 Parfois on entend le bruit de la balle (Sometimes You Hear the Bullet) : le caporal Tommy Gillis
- 1975 : Barnaby Jones
  - Saison 3, épisode 16 Counterfall d'Alf Kjellin : Greg Albin / Arnold
- 1975 : Cannon
  - Saison 5, épisode 5 La Victime (The Victim) de Lawrence Dobkin : le lieutenant de police
- 1975 : Police Story
  - Saison 3, épisode 12 Company Man d'Alexander Singer : le sergent Joe Leary
- 1977 : 200 dollars plus les frais (The Rockford Files)
  - Saison 3, épisode 18 Jolie, mais menteuse (New Life, Old Dragons) de Jeannot Szwarc : Leslie Hartman
- 1978 : Les Têtes brûlées (Baa Baa Black Sheep)
  - Saison 2, épisode 11 Les Grosses Têtes brûlées (Sheep in the Limelight) : le colonel Maurice Parker
- 1980-1981 : Lou Grant
  - Saison 4, épisode 3 Pack (1980 - Stephens) de Burt Brinckerhoff et épisode 15 Venice (1981 - John Becker) de Paul Stanley
  - Saison 5, épisode 7 Drifters (1981) : Steve Hume
- 1980-1982 : Quincy (Quincy, M.E.)
  - Saison 5, épisode 18 New Blood (1980) : Lawrence Bridges
  - Saison 8, épisode 8 Next Stop, Nowhere (1982) de Ray Danton : Adrian Mercer
- 1981-1982 : Alice
  - Saison 5, épisode 18 Alice Strikes Up the Band (1981) de Marc Daniels : Vinnie
  - Saison 6, épisode 17 Alice and the Acorns (1982) de Marc Daniels : Vinnie
- 1982 : Simon et Simon (Simon & Simon)
  - Saison 2, épisode 5 Question d'assurance (The Ten Thousand Dollar Deductible) de Bernard McEveety : le capitaine Rinzier
- 1982-1985 : K 2000 (Knight Rider)
  - Saison 1, épisode 4 L'Équipée sauvage (Good Day at White Rock, 1982) de Daniel Haller : le shérif Bruckner
  - Saison 3, épisode 22 Quel cirque ! (Circus Knights, 1985) d'Harvey S. Laidman : Jeff Barnes
- 1983 : Jackie et Sara (Too Close for Comfort)
  - Saison 3, épisode 19 Out to Lunch : Marvin Rowe
- 1983 : Les Enquêtes de Remington Steele (Remington Steele)
  - Saison 1, épisode 20 Le Trésor (Steele's Gold) de Burt Brinckerhoff : Emmett DeVore
- 1984 : Fame
  - Saison 3, épisode 9 Secrets de Victor French : le docteur
- 1984 : L'Agence tous risques (The A-Team)
  - Saison 3, épisode 8 Échec aux affreux (The Island) de Michael O'Herlihy : Dr Fallone
- 1985 : Alfred Hitchcock présente (Alfred Hitchcock Presents), seconde série
  - Saison 1, épisode 7 L'Extraterrestre (The Human Interest Story) : Everett
- 1986 : Les Routes du paradis (Highway to Heaven)
  - Saison 2, épisode 23 Les Enfants des enfants (Children's Children) de Victor French : Jack Brent
- 1986 : Quoi de neuf docteur ? (Growing Pains)
  - Saison 1, épisode 22 Tour supplémentaire (Extra Lap) : l'oncle Bob
- 1986 : Histoires fantastiques (Amazing Stories)
  - Saison 2, épisode 7 La Chaise électrique (Life on Death Row) de Mick Garris : Erhardt
- 1987-1990 : Charles s'en charge (Charles in Charge)
  - Saisons 2 à 5, 104 épisodes : Walter Powell
- 1991 : Docteur Doogie (Doogie Howser, M.D.)
  - Saison 2, épisode 17 A Life in Progress : Phil
- 1991 : Dallas, première série
  - Saison 14, épisodes 22 et 23 Le Voyage, 1re et 2e parties (Conundrum) de Leonard Katzman : M. Smith
- 1992 : Les Craquantes (The Golden Girls)
  - Saison 7, épisode 14 Goodbye, Mr. Gordon : Malcolm Gordon
- 1993 : Harry et les Henderson (Harry and the Hendersons)
  - Saison 3, épisode 23 Them Bones : Andrew Henderson
- 1993 : Un drôle de shérif (Pickeet Fences)
  - Saison 2, épisode 7 L'Immaculée Conception (Cross Examination) d'Oz Scott : le docteur
- 1996 : Cybill
  - Saison 3, épisode 7 Sexe, drogue et catholicisme (Sex, Drugs and Catholicism) de Peter Baldwin : le père Linderman
- 1997-2000 : Urgences (ER)
  - Saison 4, épisode 2 Un sentiment nouveau (Something New, 1997) : Oliver
  - Saison 7, épisode 1 Dans la mêlée (Homecoming, 2000) de Jonathan Kaplan : M. Bristol
- 1999 : The Practice : Bobby Donnell et Associés (The Practice)
  - Saison 4, épisode 5 Oz de Michael Zinberg : Trevor Wayne
- 2005 : Médium (Medium)
  - Saison 2, épisode 7 Verdict (Judge, Jury and Executioner) de Peter Werner : le juré Foreman
- 2006 : Sept à la maison (7th Heaven)
  - Saison 10, épisode 20 Et encore des secrets (And More Secrets) : le père Mulligan

#### Téléfilms
- 1963 : The Plot Thickens de Robert Dwan et William D. Russell : Arnold Martin
- 1971 : Travis Logan, D.A. de Paul Wendkos : Jerry
- 1972 : L'Attente (She Waits) de Delbert Mann : David Brody
- 1973 : Mystery in Dracula's Castle de Robert Totten : le shérif
- 1974 : The Missiles of October d'Anthony Page : David Powers
- 1979 : Can You Hear the Laughter? The Story of Freddie Prinze de Burt Brinckerhoff : le producteur
- 1983 : Rita Hayworth: The Love Goddess de James Goldstone : le réalisateur de bouts d'essais
- 1984 : Autopsie d'un crime (The Burning Bed) de Robert Greenwald : Berlin Hughes
- 1985 : A Bunny's Tale de Karen Arthur : Phil
- 1986 : Le Cadeau de Noël (en) (The Christmas Gift) de Michael Pressman : Robert Truesdale
- 1987 : Prison for Children de Larry Peerce : M. Platt
- 1991 : Plymouth de Lee David Zlotoff : Paddy
- 1994 : A Part of the Family de David Madden : Kirby
- 2005 : McBride: Tune in for Murder de Stephen Bridgewater : le juge Gross
- 2006 : Cœurs sauvages (Wild Hearts) de Steve Boyum : Arliss